# Либеральная партия Гондураса
Либеральная партия Гондураса (исп. Partido Liberal de Honduras) — либеральная партия в Гондурасе, одна из двух основных политических сил в стране. Основана в 1891 году.
По традиции цветом партии является красный, у основного соперника либералов — Национальной партии Гондураса — цвет синий. Все демократические выборы в Гондурасе проходили в соперничестве между этими двумя партиями.
Характеризуется своей социально-либеральной ориентацией, выступает за экономическое развитие и роль государства в регулировании экономики и в целом занимает умеренные правые позиции. Многие из партийцев сохраняют антикоммунистические позиции и поддерживают свободный рынок. После государственного переворота 2009 года, организованного более консервативным крылом партии, начался отток из либералов с более социал-демократическими взглядами. Партия начала переживать кризис идентичности, резкий спад популярности и престижа партии.

## Результаты на выборах в XXI веке
На выборах состоявшихся 25 ноября 2001 года партия Гондураса получила 40,8 % голосов и получила 55 из 128 мест в Конгрессе. В этот же день проводились выборы президента, кандидат от либералов, Рафаэль Пинеда Понсе получил 44,3 %, но проиграл кандидату от Национальной партии Рикардо Мадуро.
На выборах 27 ноября 2005 года партия получила 62 из 128 мест в парламенте, также победил выдвинутый партией кандидат на президентских выборах Мануэль Селайя, набравший 49,9 %.
На выборах 29 ноября 2009 года партия получила 45 из 128 мест в парламенте, выдвинутый партией кандидат на президентских выборах Элвин Сантос, набрал 38,1 % (2-е место).
На выборах 24 ноября 2013 года партия получила 27 из 128 мест в парламенте, выдвинутый партией кандидат на президентских выборах Элвин Сантос набрал 38,1 % (3-е место).
На выборах 26 ноября 2017 года партия получила 26 из 128 мест в парламенте, выдвинутый партией кандидат на президентских выборах Маурисио Вильеда набрал 20,3 % (3-е место).
На выборах 28 ноября 2021 года партия получила 22 из 128 мест в парламенте, выдвинутый партией кандидат на президентских выборах Яни Розенталь набрал 10 % (3-е место).

## Фракции
- Движение Янистов
- Надежда Гондураса
- Вернуть Гондурас